# Кольман (Мозель)
Кольма́н (фр. Colmen) — коммуна во французском департаменте Мозель региона Лотарингия. Относится к кантону Бузонвиль.

## Географическое положение
Кольман расположен в 38 км к северо-востоку от Меца. Соседние коммуны: Фластроф и Зёранж на севере, Швердорф на северо-востоке, Нёнкиршан-ле-Бузонвиль на востоке, Герстлен на юго-востоке, Фильстроф на юге, Вальдвестроф на западе.

## История
- Коммуна бывшего герцогства Лотарингия.
- Принадлежала в XV веке монастырю картезианцев в Риттеле.

## Демография
По переписи 2008 года в коммуне проживало 217 человек.	

## Достопримечательности
- Остатки древнеримской усадьбы.
- Церковь Сент-Маргерит XIX века.